# Luigi Bommarito

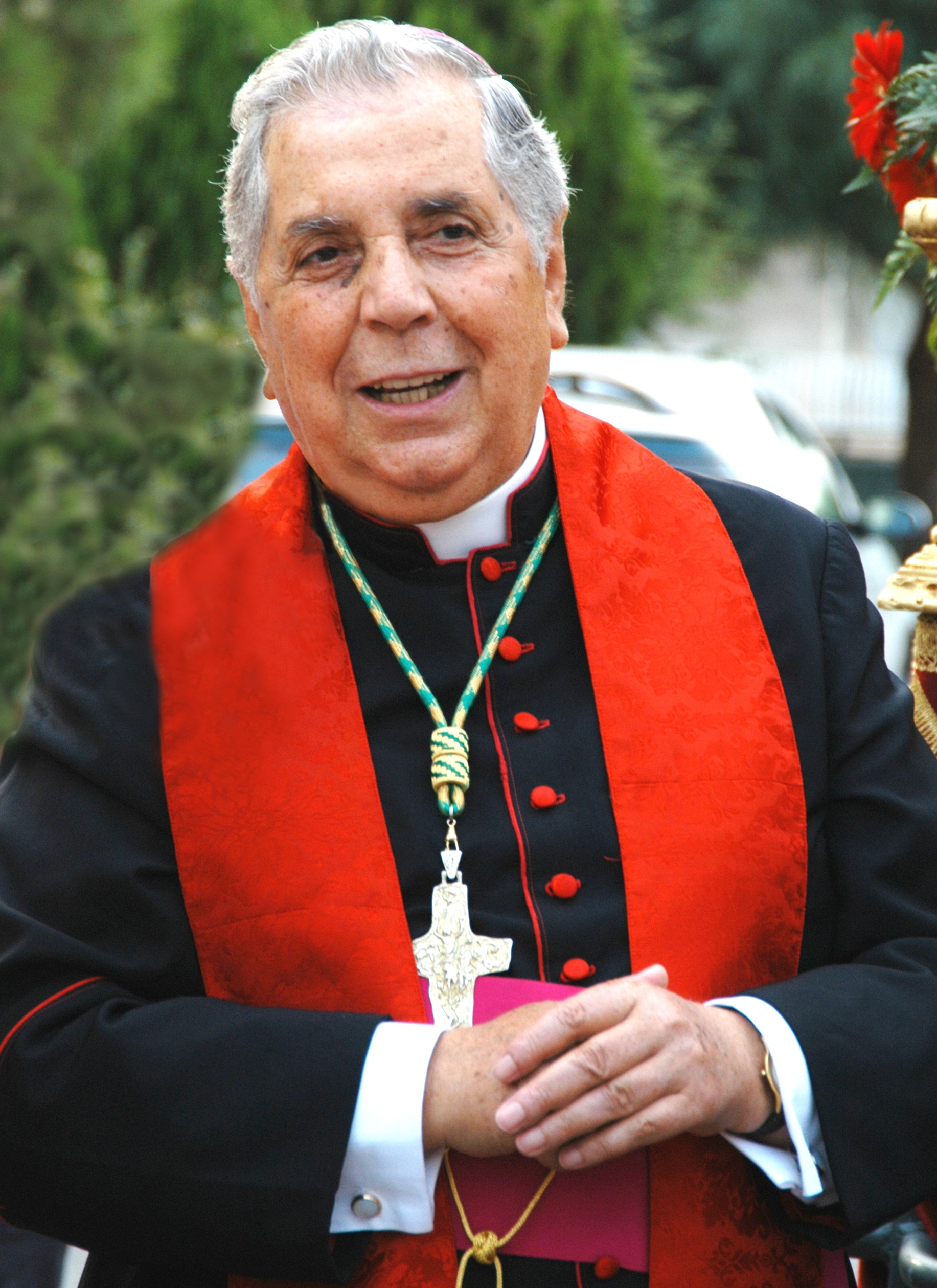
Erzbischof Luigi Bommarito (2005)

Erzbischofwappen

Luigi Bommarito (* 1. Juni 1926 in Terrasini, Provinz Palermo, Italien; † 19. September 2019 ebenda) war Erzbischof von Catania.

## Biografie
Luigi Bommarito empfing am 2. April 1949 das Sakrament der Priesterweihe. In den 1950er-Jahren wirkte er als Pfarrer in Monreale.
Am 18. März 1976 ernannte ihn Papst Paul VI. zum Titularbischof von Vannida und zum Weihbischof in Agrigent. Die Bischofsweihe spendete ihm Sebastiano Kardinal Baggio, Präfekt der Kongregation für die Bischöfe, am 1. Juni desselben Jahres; Mitkonsekratoren waren Corrado Mingo, Erzbischof von Monreale, und Giuseppe Petralia, Bischof von Agrigent. Am 2. Mai 1980 berief ihn Papst Johannes Paul II. zum Bischof von Agrigent und ernannte ihn am 1. Juni 1988 zum Erzbischof von Catania. Am 14. September desselben Jahres wurde er in sein Amt eingeführt. Mit der Erhebung des Erzbistums Catania zum Metropolitanbistum wurde er im Jahre 2000 zum ersten Metropoliten der neu gegründeten Kirchenprovinz Catania.
Papst Johannes Paul II. nahm am 6. August 2002 Bommaritos altersbedingtes Rücktrittsgesuch an. Zuletzt lebte er wieder in seiner Geburtsstadt Terrasini.